# Baeosemus mitigosus
Baeosemus mitigosus là một loài tò vò trong họ Ichneumonidae.